# Haarlemsche Football Club Haarlem
L'Haarlemsche Football Club Haarlem, meglio noto come HFC Haarlem (AFI: /ˈɦaːrlɛm/), è stata una società calcistica olandese con sede nella città di Haarlem, sciolta nel 2010.

## Storia
Il club fu fondato il 1º ottobre 1889. L'Haarlem vinse il titolo nel 1946 e ha raggiunto cinque finali di KNVB Cup, vincendone due (1902 e 1912) e perdendone tre (1911, 1914 e 1950). L'Haarlem vinse il titolo di Eerste Divisie nel 1972, 1976 e 1981. Nel 1982 l'Haarlem, con in rosa un giovane Ruud Gullit, riuscì a qualificarsi per la Coppa UEFA, nella quale fu eliminato dallo Spartak Mosca nel secondo turno (il match ospitato dallo Spartak è conosciuto per il Disastro del Lužniki che occorse dopo la gara). Nel 1990, l'Haarlem retrocesse in Eerste Divisie e da quel momento non sono più riusciti a tornare in Eredivisie.
Il 25 gennaio 2010 il club viene dichiarato fallito per bancarotta. I diritti sportivi del club, compresi quelli riguardanti il logo e il nome, sono stati successivamente acquisiti da una nuova società appositamente fondata con l'iscrizione ad una delle divisioni dilettanti olandesi come obiettivo a breve termine. Tale squadra si chiama Haarlem Kennemerland, e milita nella nona divisione del calcio olandese.

## Allenatori
- ????-1968  Piet Peeman e  Jan van der Gevel
- 1968-1970  Barry Hughes
- 1970-???? Bill Thompson
- ????-1973  Joop Brand
- 1973-1980  Barry Hughes
- 1980-1987  Hans van Doorneveld
- 1987-1989  Dick Advocaat
- 1989-1990  Hans Eijkenbroek
- 1991-1994  Hans van Doorneveld
- 1997-2001  Karel Bonsink
- 2000-2002  Heini Otto
- 2003-2005  Roy Wesseling
- 2005-2007  Gert Aandewiel
- 2007-2009  Jan Zoutman
- 2010-2010  Hennie Spijkerman

## Palmarès

### Competizioni nazionali
- Campionato olandese: 1

1945-1946
- Coppa dei Paesi Bassi: 2

1901-1902, 1911-1912
- Eerste Divisie: 3

1971-1972, 1975-1976, 1980-1981
- Tweede Divisie: 3

1960-1961, 1962-1963, 1966-1967

### Altri piazzamenti
- Campionato olandese:

Terzo posto: 1951-1952
- Coppa dei Paesi Bassi:

Finalista: 1910-1911, 1913-1914, 1949-1950
Semifinalista: 1900-1901, 1981-1982, 1982-1983, 1983-1984
- Eerste Divisie:

Secondo posto: 1968-1969